# 陳國峰
陳國峰（英語：Penny Chan Kwok Fung，1982年12月7日—），香港出生，中泰混血兒，無綫電視男藝員，《超級巨聲2》參賽者之一，被巨聲二幫一致選為隊長，最終獲得第六名的成績。

## 背景
陳國峰在香港出生，是家中獨子，中泰混血兒；父親是香港人，母親為泰國人。陳國峰畢業於孔聖堂小學及孔聖堂中學。在參加超級巨聲2比賽前的職業為健身教練，因為身材健碩，所以有「大隻佬」之稱。而他的第一份工作是廢紙回收員，其後曾從事幾份飲食業工作。陳國峰在2009年曾參加《knet歌唱比賽》獲得冠軍。由於他喜歡選女歌手和難度高的歌曲來參加《超級巨聲2》的比賽，所以有「高音王」的綽號。難度極高的作品有張惠妹的《哭不出來》，曹格的《3-7-20-1》和楊宗緯的《洋蔥》。《3-7-20-1》更是超級巨聲2男歌手參賽歌曲之中最高真音的歌曲（highest note：E5），而《洋蔥》是超級巨聲2所有參賽歌曲音域最廣的歌（vocal range：G2 - C5）。他在超級巨聲2中的偶像巨聲挑戰賽回合與羅敏莊合唱《挑戰者》而獲得倫永亮公開稱讚。在拍攝《兄弟幫》第300集戶外錄影時，陳國峰被當時的主持人宣佈為主持人之一。
2011年，陳國峰憑《兄弟幫》與歐陽靖、林盛斌及唐嘉麟獲提名萬千星輝頒獎典禮2011「最佳節目主持」。2014年，他再次憑《兄弟幫》與林盛斌、梁烈唯、王梓軒及范振鋒獲提名萬千星輝頒獎典禮2014「最佳節目主持」。2013年，他與吳業坤、無綫電視綜藝及體育科監製謝英偉以及一眾友人合伙在九龍佐敦開設日本拉麵店「巨一麵堂」。2014年7月，他投資的食肆於西環開設分店，名為「巨二麵堂」。
2021年7月由經理人合約轉為基本合約。
2022年3月，陳國峰感染新冠肺炎，其後康復。
2023年7月與TVB結束合約。

## 家庭生活
2016年，陳國峰與拍拖8年的女友黃思雅註冊結婚，並於同年11月設宴擺酒。2017年9月，妻子誕下6.1磅長子陳梓燐（Regan）。2020年5月誕下次子。

## 演出作品

### 電視劇
| 首播       | 劇名               | 角色                     | 備註                                 |
| 無綫電視   |                    |                          |                                      |
| 2012年     | 當旺爸爸           | 《超音巨聲》參賽者       |                                      |
| 2012年     | 愛·回家 (第一輯)   | 酒客                     | 第17、30集                           |
| 2012年     | 護花危情           | 保鑣                     |                                      |
| 2012年     | 法網狙擊           | 岳正雄                   |                                      |
| 2013年     | 老表，你好嘢！     | 司儀                     |                                      |
| 2013年     | 女警愛作戰         | 吳俊傑                   | 劇集已於2012年於海外播映             |
| 2013年     | 巨輪               | 鍾國寶手下               |                                      |
| 2013年     | 法外風雲           | 部長                     | 第1集                                |
| 2014年     | 八卦神探           | 杜明亮                   |                                      |
| 2014年     | 廉政行動2014       | 蘇偉忠                   | 單元四：《黑球》（足球界打假球事件） |
| 2015年     | 樓奴               | 蔡永青                   |                                      |
| 2016年     | 潮流教主           | 甄樂天                   |                                      |
| 2016年     | 城寨英雄           | 葉輝                     |                                      |
| 2017年     | 使徒行者2          | 李文雄（雀屎）           |                                      |
| 2018年至今 | 愛·回家之開心速遞  | 李伊節甸奴               | 第400集第1507集起                    |
| 2018年     | 兄弟               | 蔡柏健                   |                                      |
| 2019年     | 解決師             | 目標人物                 | 第1集                                |
| 2020年     | 黃金有罪           | 沈岳泰友人               | 第21集                               |
| 2020年     | 十八年後的終極告白 | 闞青寶                   | 第1集                                |
| 2020年     | 降魔的2.0          | 莊浩迅                   |                                      |
| 2020年     | 殺手               | Eagle                    |                                      |
| 2020年     | 反黑路人甲         | 蔣益龍                   |                                      |
| 2020年     | C9特工             | 佘桀安（冷面）             |                                      |
| 2020年     | 使徒行者3          | 李文雄（雀屎）           |                                      |
| 2020年     | 踩過界II           | 石向榮                   |                                      |
| 2021年     | 逆天奇案           | 凡                       |                                      |
| 2021年     | 欺詐劇團           | 張大河                   |                                      |
| 2021年     | 七公主             | 黑衣人／林迅／雅典娜父   |                                      |
| 2021年     | 把關者們           | 裘生                     | 第16集                               |
| 2021年     | 拳王               | 郭穎新                   |                                      |
| 2022年     | 鐵拳英雄           | 金燦龍                   |                                      |
| 2022年     | 金宵大廈2          | 何懿星（Raymond）        | 單元六：《仿客》                     |
| 2022年     | 黯夜守護者         | 劉樂基（Rocky、Rocky哥） |                                      |
| 2022年     | 超能使者           | 賀逸熹                   |                                      |
| 2022年     | 有種好男人         | 易皓然                   |                                      |
| 2023年     | 隱形戰隊           | 李振邦                   |                                      |
| 2023年     | 破毒強人           | 鄧繼光（細燈）           |                                      |
| 邵氏兄弟   |                    |                          |                                      |
| 2018年     | 飛虎之潛行極戰     | 奧 巴                    |                                      |
| 2023年     | 廉政狙擊           | 彭志匡                   |                                      |

### 網絡劇
- 2017年：降魔的番外篇 - 首部曲（big big channel）
- 2024年： 太阳星辰

### 電影
| 首映   | 戲名稱             | 角色     | 備註               |
| 2011年 | 勁抽福祿壽         | 蚊姐手下 |                    |
| 2012年 | 2012我愛HK喜上加囍 | 市民     |                    |
| 2016年 | 刑警兄弟           | 情侶     | 原名為「神獸巴打」 |
| 2016年 | 使徒行者           | CIB      |                    |

### 節目主持（無綫電視）
- 2010年：巨聲工房（至2012年）
- 2011年：廣州闖蕩
- 2011-2020年：兄弟幫
- 2011年：2011勁歌金曲優秀選第二回
- 2014年：駿馬喜躍花車匯演
- 2014-19年：搵食飯團
- 2014年：這個聖誕不太冷
- 2015年：春花舞動（與張秀文）
- 2015年：這個聖誕不怕冷
- 2016年：Big Boys蕩漾夏水禮
- 2017年：Big Boys歷險記

### 參與節目
| - 2010年：超級巨聲2 - 2010年：詭異檔案 - 2010年：Music Café - 2010年：今日VIP - 2010年：愛情研究院 - 2011年：360° - 2011年：姊妹淘 - 2011年：問問Master Joe（飾演 Y-Captain） - 2011年：魅力海南島 - 2011年：Music Café - 2012年：翡翠歌星紅白鬥 - 2012年：慧妍愛心傾城30年 - 2012年：千奇百趣東南亞 - 2012年：音樂工房 - 2012年：歡樂滿東華‧全台藝員卡拉之星大唱遊 - 2012年：Music Café - 2013年：超級巨聲3 - 2013年：反斗紅星放暑假 - 2013年：玩嘢王 - 2013年：街坊廚神食四方 - 2013年：星夢傳奇 - 2014年：家家行運菜 - 2014年：活得好Easy - 2014年：我要做老闆 - 2014年：區區有鬼故 | - 2015年：兄弟幫決戰姊妹淘 - 2015年：Think Big 天地 - 2015年：Think Big 大明星 - 2015年：Sunday靚聲王 - 2015年：姊妹淘 - 2015年：活得健康嗎？ - 2015年：夜宵磨 - 2015年：一綫娛樂 - 2016年：博愛歡樂傳萬家 - 2016年9月15日：東張西望 - 2016年：姊妹淘 - 2017年：最緊要好玩 - 2018年：海上夏日郵樂園 - 2018年：流行經典50年 |

### 舞台劇
- 2011年：〈秒速18米〉

### 廣告
- 2011年：建造業議會
- 2012年：萬寧 （「宇宙最強」藥劑師 爸爸）
- 2012年：億世家 健身及運動器材/按摩產品（代言人）
- 2012年：Hair Pharm 醫髮生 自宅醫學頭髮療理（代言人）
- 2021年：金尊（King Power Group） 香港蜜橙

### 其他
- 2010年：2011無綫節目巡禮
- 2011年：2012無綫節目巡禮
- 2012年5月22日：早霸王（香港商業電台）
- 2012年6月17日：兒童適宜（香港商業電台）
- 2013年：2014無綫節目巡禮
- 2014年：2015無綫節目巡禮
- 2015年：大愛共融齊分享
- 2015年6月27日：《咪芝蓮》（香港商業電台）
- 2015年：2016無綫節目巡禮

## 歌曲
- 2011年：On the Road（页面存档备份，存于）（TVB特攝《幪面超人帝騎》主題曲，新城電台「勁爆兒歌榜」連續三星期冠軍歌曲）
- 2012年：地獄式戀愛（页面存档备份，存于）（與文恩澄合唱，作曲：文恩澄、作詞：周博賢/黃梓澄、編曲/監製：Johnny Yim）
- 2012年：Never Give Up（页面存档备份，存于）（TVB動畫《數碼暴龍合體大作戰》主題曲，新城電台「勁爆兒歌榜」兩星期冠軍歌曲）
- 2014年：身邊有你 （页面存档备份，存于）（TVB動畫《高達創戰者》主題曲，新城電台「勁爆兒歌榜」冠軍歌曲（2014年4月20日））
- 2015年：幸福滿載 （页面存档备份，存于）（微電影「我們的蝸居」主題曲，作曲：黃懿德、作詞：王仲傑、編曲：甯浩基 / 容沛東）
- 2015年：無窮無盡（页面存档备份，存于）（動畫《高達創戰者TRY》主題曲）
- 2016年：喵喵（页面存档备份，存于）（TVB劇集《來自喵喵星的妳》主題曲，與伍富橋及林師傑合唱）

## 獎項
- 2012年：2011年度新城勁爆兒歌頒獎禮——新城勁爆兒歌《On the Road》
- 2013年：2012年度新城勁爆兒歌頒獎禮——新城勁爆兒歌《Never Give Up》
- 2014年：2013年度新城勁爆兒歌頒獎禮——新城勁爆兒歌《身邊有你》

## 軼聞
- 由於母親是泰國人，陳國峰日久受母親泰國文化影響，因此能夠講流利泰語。在《2015國際中華小姐競選》舉行期間，由於參選的3號佳麗吳紫薇來自泰國曼谷，只懂英語同泰文，在席的陳國峰被主持人鄭裕玲等人邀請上台為吳紫薇做翻譯。他以流利泰文與吳紫薇對答一事成為當晚的全場焦點。[10][11]
- 他本來是一名瘦削男孩，但自從18歲開始接觸健身，他便愛上這種運動，並一直以來都有鍛鍊身體。[12]
- 陳國峰在2014年6月9日錄影節目兄弟幫之前，令陳嘉寶十分尷尬，因為她看到陳國峰在窄身褲上穿多一條底褲。他之後即時拉着陳嘉寶解釋他由於穿了贊助商贊助的窄身褲在外面，想試一下褲子的質地，而又無理由在錄影廠換褲，所以他就在窄身褲上穿多一條底褲。陳嘉寶得知他的想法後便即時避開[13]

## 外部連結
- 陳國峰的新浪微博
- 陳國峰的Instagram帳戶
- 《超級巨聲2》官方網站（页面存档备份，存于）
- Penny Chan 陳國峰 (facebook)